# Asaph Hall
Asaph Hall (Goshen (Connecticut), 15 oktober 1829 – Annapolis (Maryland), 22 november 1907) was een Amerikaans astronoom, bekend van de ontdekking van Phobos en Deimos, de manen van Mars, in 1877.
Hall werd geboren in Goshen, Connecticut. Op 13-jarige leeftijd was hij genoodzaakt als leerjongen in dienst te treden bij een timmerman vanwege de dood van zijn beide ouders. Hij had een enorme passie voor de wiskunde. In 1856 begon hij te werken bij de sterrenwacht van de Harvard-universiteit in Cambridge, Massachusetts, waar al snel bleek dat hij een expert was in het berekenen van de omloopbanen van hemellichamen.
In 1862 werd Hall assistent-astronoom aan het United States Naval Observatory in Washington D.C., waar hij binnen het jaar na aankomst benoemd werd tot professor. In 1875 kreeg hij de verantwoordelijkheid over de 66-cm Great Equatorial Refracting Telescope, de grootste telescoop in zijn soort in die tijd.
In 1884 bewees hij dat de elliptische baan van Hyperion, een maan van Saturnus, een 'afwijking' toonde van +-20° per jaar.
Hij won de Gold Medal of the Royal Astronomical Society of Great Britain in 1879 en diverse andere onderscheidingen.
De Hall Krater op de maan is naar hem vernoemd.
- Gemeinsame Normdatei: 117415006
- International Standard Name Identifier: 0000 0000 3907 274X
- Library of Congress Control Number: n87802742
- National Archives and Records Administration: 10572714
- Nationale Bibliotheek van Tsjechië: xx0256201
- Nationale Bibliotheek van Israël: 987007356024305171
- Nederlandse Thesaurus van Auteursnamen: 33249019X
- SNAC: w6n87chd
- Système universitaire de documentation: 080845681
- Virtual International Authority File: 62325866
- WorldCat: E39PBJtgY47RxdYCYHBWPW4rMP